# 인도 육군
인도 육군은 인도 국방부 산하에 있는 군사기관 중 하나이며, 지상 방위를 책임지고 있다. 병력은 100만명을 넘는다. 인도 육군은 T-90전차와 T-72전차가 있다

## 역사
인도 역사의 지상군 외에 현대 인도 육군의 기원은 영국의 식민지 시절의 영국 소속 인도군에서 시작한다. 정확하게는 동인도회사 소속으로 고용된 세포이 조직을 그 기원으로 두기 때문에 1776년 18세기 말부터 시작되는 역사를 두고 있다. 한때 세포이 항쟁 지속적으로 동인도회사의 용병으로 고용되었다. 1835년에 동인도회사의 4개 연대로 개편되었으며 그것이 영국군 소속의 인도육군의 모태가 되었다. 인도군은 당시 영국의 식민지군으로서 세계대전에 모두 참전한 군대이며 특히 1차대전의 경우에는 인도에 자치권을 주겠다는 영국의 회유에 매우 적극적으로 참전했으나 영국이 이를 지키지 않았다. 2차세계대전 때에는 일본군에 맞서서 태평양 전선에서 싸웠고 특히 일본에서 임팔 작전이라고 불리는 버마 전선에서 활약하기도 했다. 2차대전에서 인도군은 총 8만 7천 명이 전사하였다. 
독립이후 영국 식민지군 소속이었던 인도군은 정식으로 인도군으로 개편되었다. 하지만 인도군은 영연방 소속의 영연방군으로 귀속되지는 않았다. 독립 직후 인도군 중에 파키스탄군과 방글라데시군[71년] 등으로 일부가 갈라져 나가기도 했으며 47년 독립직후 제1차 카슈미르 전투를 치렀으며 한국전쟁에 의료지원과 중립국 선택 포로들의 선택지역으로 수용되었고 1962년에는 중국-인도 국경분쟁을 1965년에는 인도-파키스탄 전쟁, 1971년 방글라데시 독립전쟁, 1999년에 카길 전쟁을 치르게 된다.

## 같이 보기
- 파키스탄 육군
- 아준 전차
- 인도 해군
- 인도 공군
- 인도군